# التهاب الكظر
التهاب الكظر (بالإنجليزية: Adrenalitis)‏ هو التهاب أحد أو كلى غدتي الكظر يمكن أن يؤدي إلى نقص في إفراز النورإبينفرين والأدرينالين.
يمكن أن يشمل التهاب الكظر الأنواع التالية ولكنه لا يقتصر عليها:
- التهاب الكظر الورمي الحبيبي الأصفر [1]
- التهاب الكظر ذاتي المناعة (السبب الرئيسي لمرض أديسون)
- التهاب الكظر النزفي.